# Duque de Urach

Escudo de armas concedido a los duques en 1867.

El título Duque de Urach (en alemán: Herzog von Urach) fue creado en el reino de Wurtemberg para Federico Guillermo Alejandro Fernando, conde de Wurtemberg, el 28 de marzo de 1867, con el estilo de Alteza Serenísima. El primer duque de Urach fue el primer jefe de la Casa de Urach. 

## Familia
Guillermo era el hijo del duque Guillermo Federico de Wurtemberg (1761-1830) y su esposa morganática, la baronesa (Freiin) Guillermina de Tunderfeldt-Rhodis (1777-1822), con quien se casó en Coswig (Sajonia-Anhalt) el 23 de agosto de 1800. Su padre paterno era Federico II Eugenio (1732-1797), de quien descienden todos los pretendientes al trono del reino de Wurtemberg. Por causa de su primer matrimonio con Teodolinda de Beauharnais, el primer duque se convirtió al catolicismo. Su segundo matrimonio con la princesa Florestina de Mónaco dio lugar a la crisis por la sucesión de Mónaco de 1918.
El segundo duque de Urach fue por breve tiempo elegido como Mindaugas II quien es descendiente directo del Príncipe Florestan I de Mónaco, rey de Lituania en 1918. La familia tiene en propiedad el castillo de Lichtenstein, reconstruido por el primer duque en la década de 1840.

## Duques de Urach (1867)
- Guillermo, 1º Duque de Urach (1810-1869)
- Guillermo, 2º Duque de Urach (1864-1928)
- Carlos Gero, 3º Duque de Urach (1899-1981)
- Carlos Anselmo, 4º Duque de Urach (nacido en 1955) renunció al ducado en 1991
- Guillermo Alberto, 5º Duque de Urach (nacido en 1957)

## Títulos
El duque siempre se ha dirigido como: Herzog von Urach; su esposa como Herzogin; sus hijos como Fürst von Urach (Príncipe de Urach); todos los miembros varones de la familia como Graf von Württemberg (Conde de Wurtemberg); miembros femeninos como: Fürstin von Urach y Gräfin von Württemberg.